# Zamarada weberi
Zamarada weberi är en fjärilsart som beskrevs av Fletcher 1974. Zamarada weberi ingår i släktet Zamarada och familjen mätare. Inga underarter finns listade i Catalogue of Life.